# Église Saint-Nicolas de Leipzig
Pour les articles homonymes, voir Église Saint-Nicolas.
L'église Saint-Nicolas (Nikolaikirche) est l'église la plus grande de Leipzig. Elle a été en 1989 le théâtre des manifestations du lundi, avant la chute du mur de Berlin. Elle a été aussi une des églises dont Jean-Sébastien Bach a été le cantor, entre 1723 et 1750, date de sa mort. A ce titre, elle a été le théâtre de la création de nombreuses cantates et des passions de ce compositeur.

## Historique
L'église est construite en 1165 et dédiée à saint Nicolas, patron des marchands. Elle se trouve en plein milieu de la ville à l'intersection de deux routes marchandes majeures de l'époque. Cette église romane est agrandie au XVIe siècle dans un style gothique tardif et l'intérieur est entièrement réaménagé en 1794 par l'architecte Dauthe en style néoclassique. Certains de ses vitraux sont l'œuvre de Carl de Bouché.
L'église Saint-Nicolas est devenue protestante en 1539, mais l'Église catholique romaine peut l'utiliser pour certaines cérémonies.
Elle a accueilli quatre des cinq représentations (y compris la première) de la Passion selon Saint-Jean de Jean-Sébastien Bach le Vendredi saint 1724, 1728, 1732 et 1749, ainsi qu'un bon nombre des cantates et des oratorios du Kantor de Saint-Thomas de Leipzig.

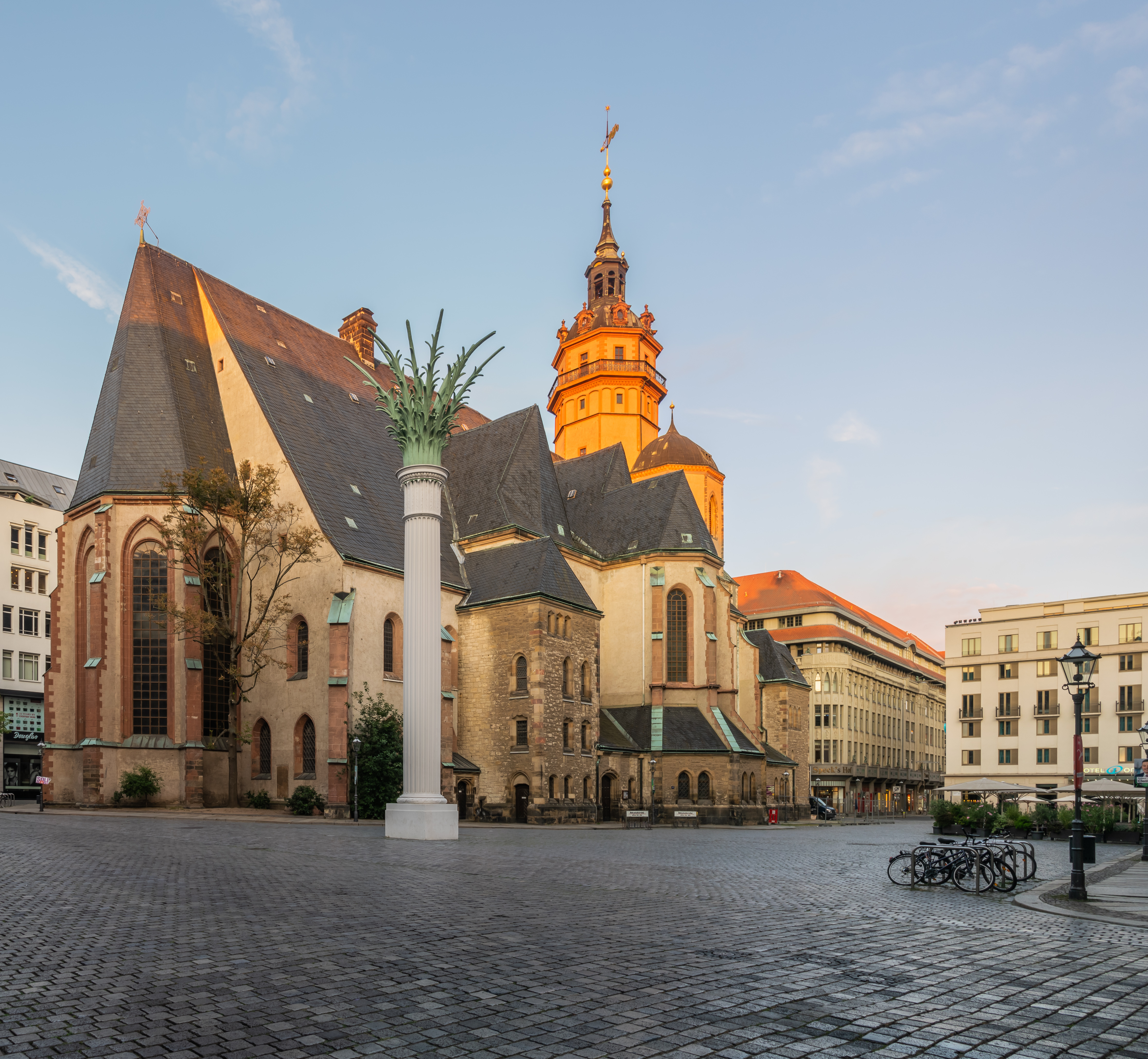
Église Saint-Nicolas
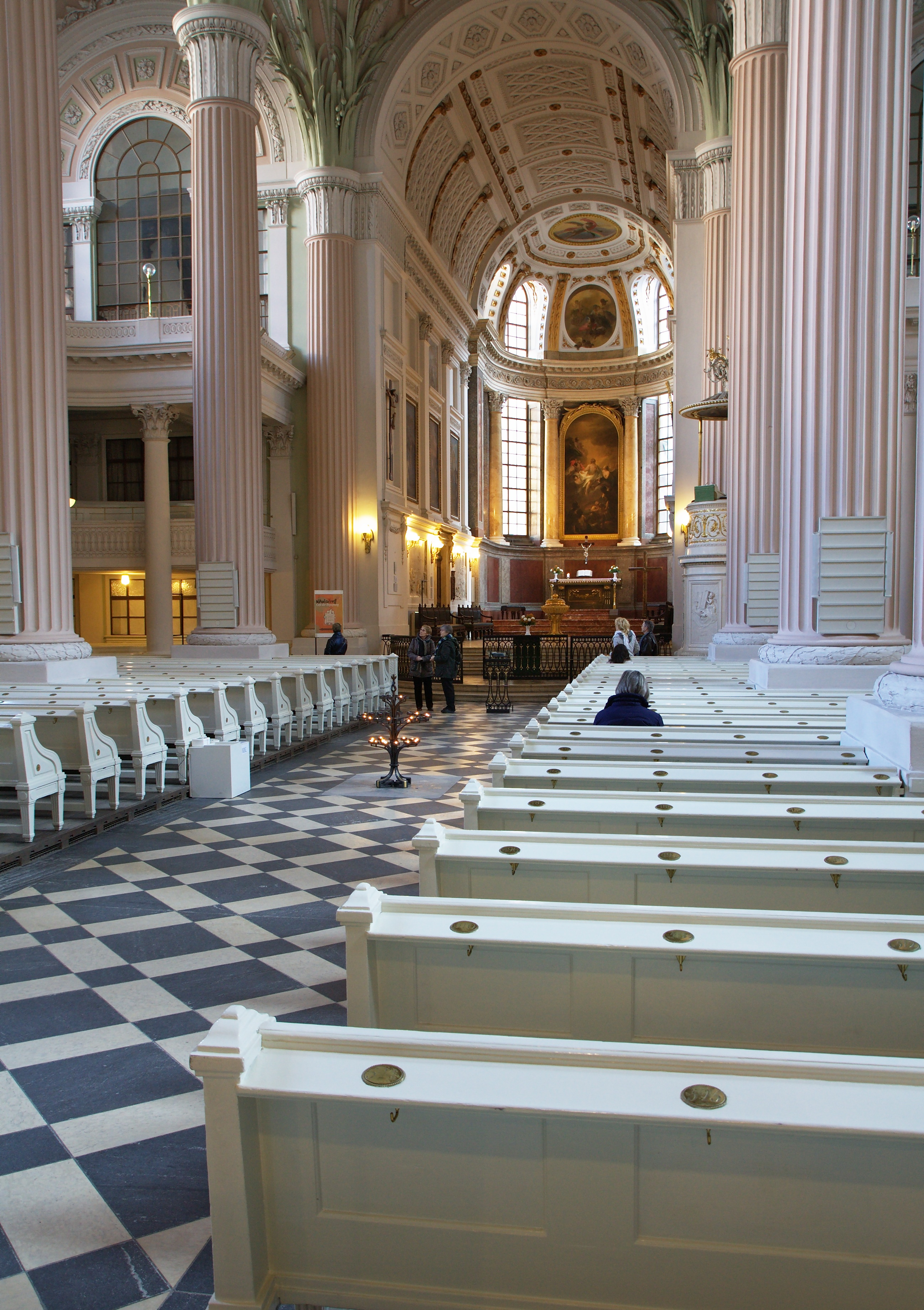
Nef
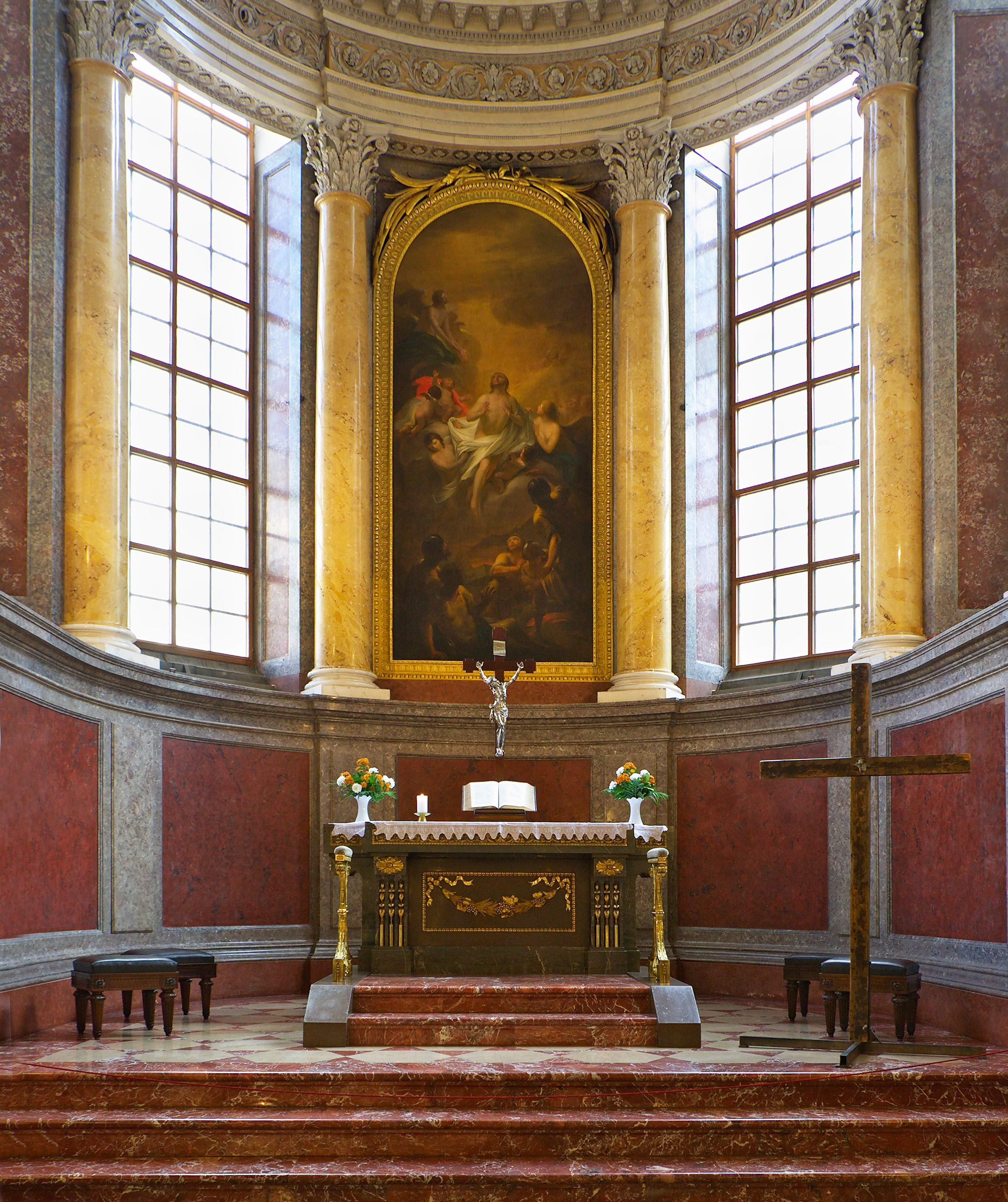
Autel
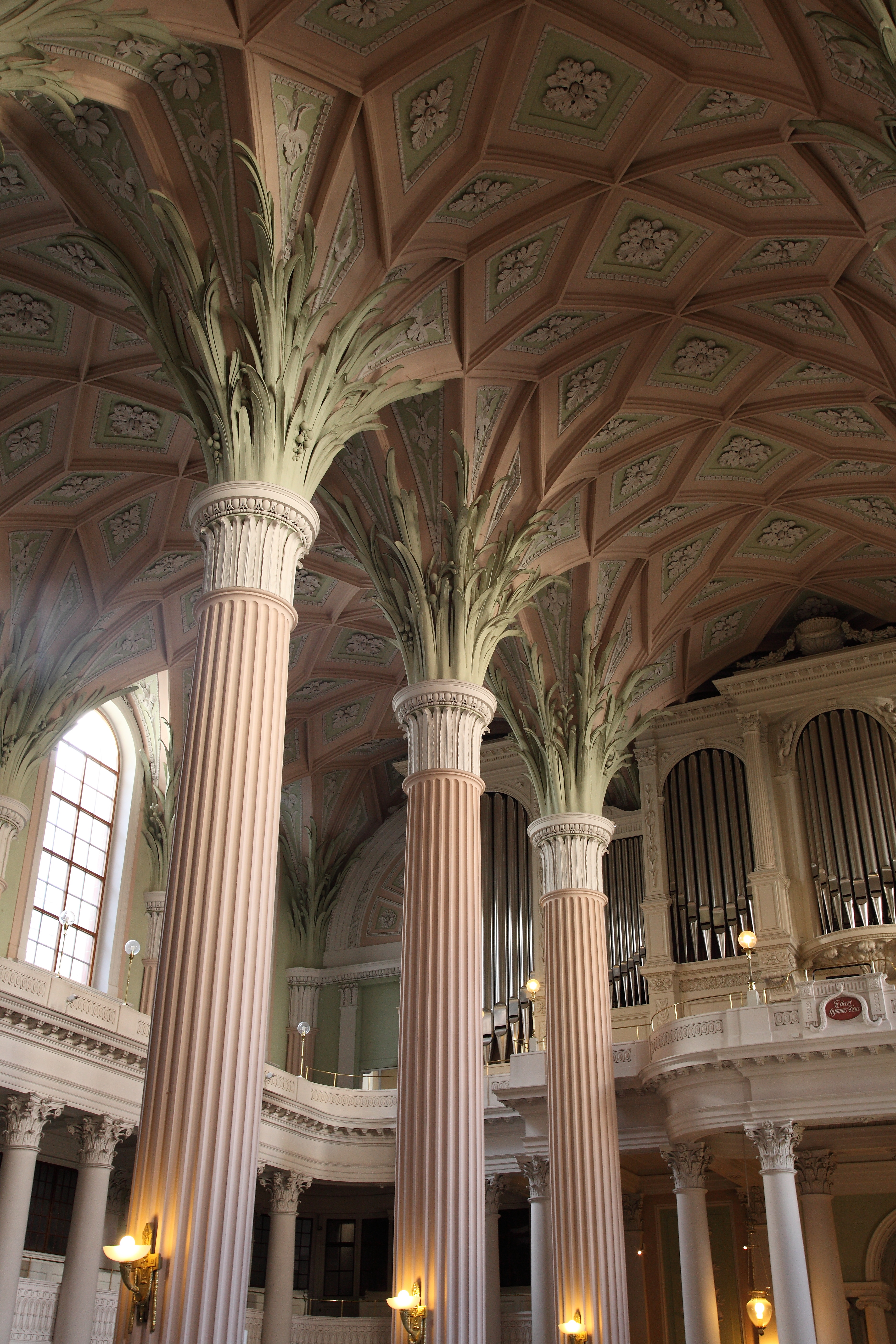
Colonnade
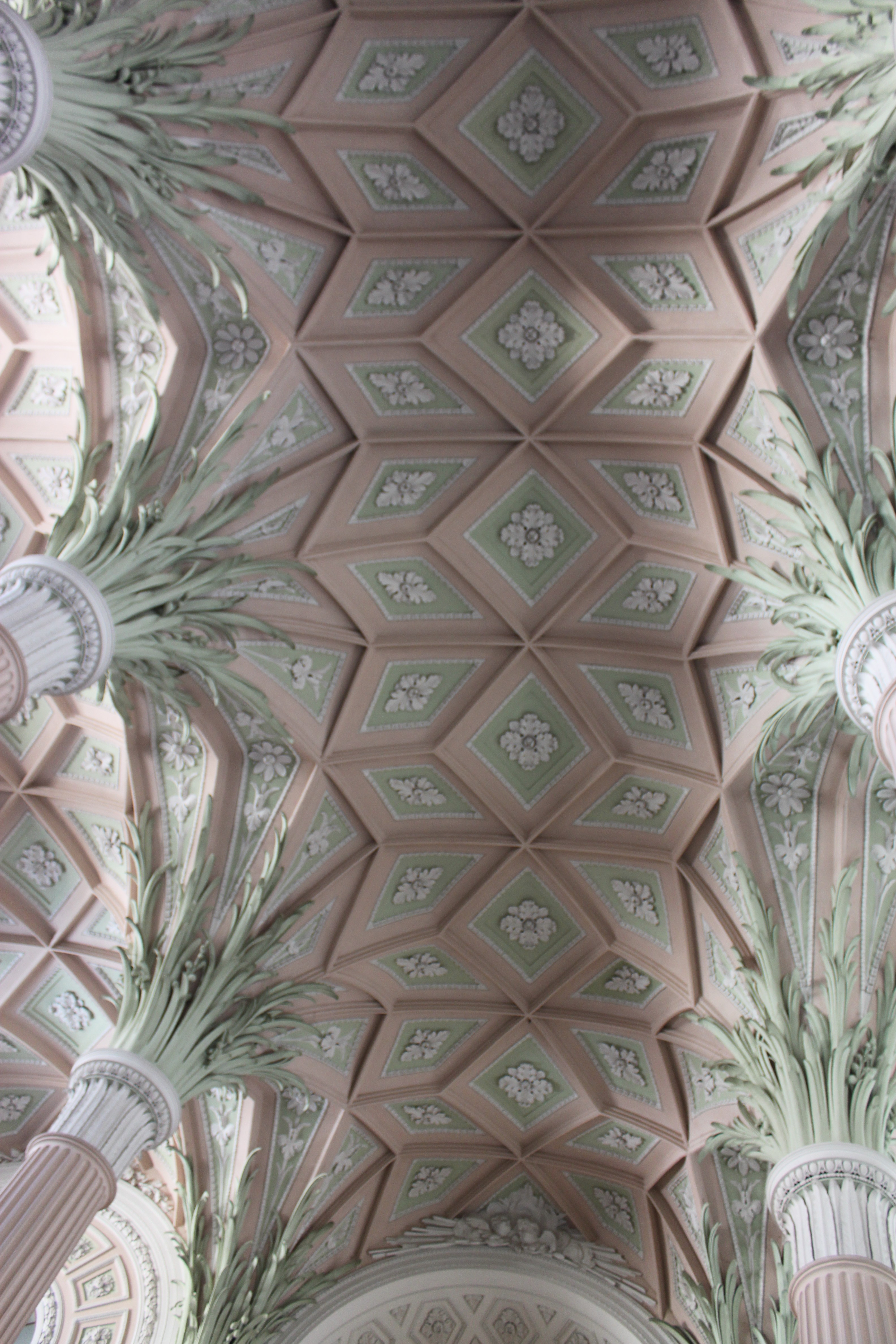
Plafond voûté
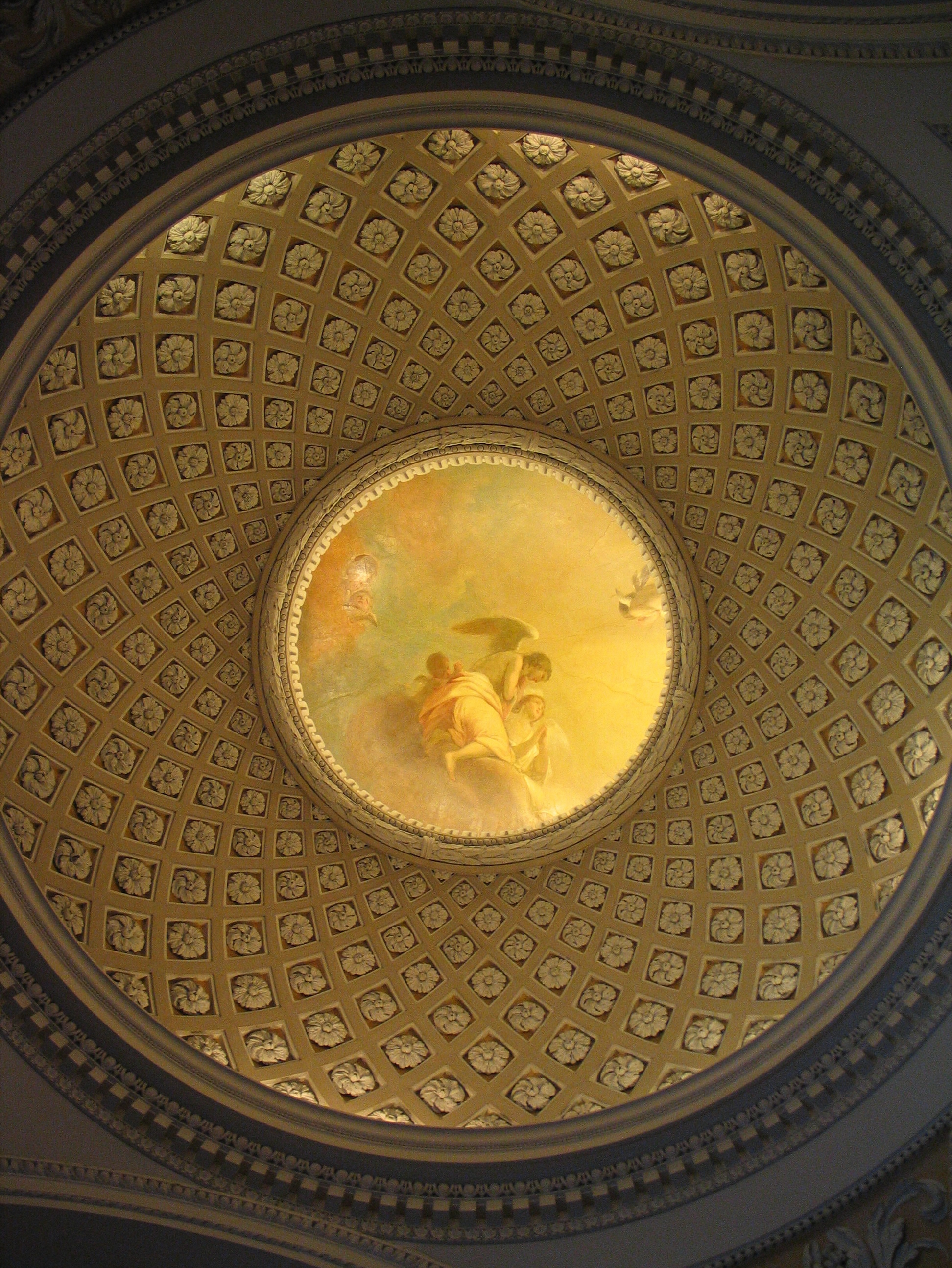
Peinture de plafond d'Adam Friedrich Oeser